# DeLaVega (gruppo musicale)
DeLaVega è un gruppo rock/alternative italiano dedito a musica strumentale e colonne sonore.
Si forma ad Alessandria nel 2013 dall’incontro del tastierista Giancarlo Sansone e del bassista Flavio Gemma, quest’ultimo già noto in ambito underground avendo militato in band quali Viridanse, Blaue Reiter e Codex. Il primo lavoro del gruppo è la sonorizzazione del cortometraggio “'It Was Sunny The Day I Killed Her” (2014) del regista canadese Kennet J. Harvey, pubblicato successivamente su album nel 2018. Nel novembre del 2017 esce il primo album ufficiale dal titolo “Spotlife Vol. 1” per l’etichetta Revenge Records, seguito negli anni successivi da altri volumi della stessa serie, con all’interno jingle e spot pubblicitari di loro composizione ed utilizzati in alcune trasmissioni televisive sportive, la prima delle quali GP Confidential su Pay TV. Accanto ad album di jingle e colonne sonore, il gruppo si è cimentato anche in concept album al di fuori dalle dinamiche del mercato della musica per spot: Echoes Of A Lucid Dream (2020) e IO Ta Les (2021).

## Formazione

### Componenti attuali
- Giancarlo Sansone - tastiere, batteria
- Flavio Gemma - basso
- Gabriele Robotti - chitarra

## Discografia

### LP/CD
- 2017 - Spotlife Vol. 1
- 2018 - Spotlife Vol. 2
- 2018 - It Was Sunny The Day I Killed Her (O.S.T.)
- 2020 - Echoes Of A Lucid Dream
- 2020 - Spotlife Vol. 3
- 2021 - Spotlife Vol. 4
- 2021 - IO Ta Les
- 2022 - Spotlife Vol. Zero
- 2023 - Spotlife Vol. 5

### Album Compilation
- 2019 - Fonoarte Compilation Vol. 2 (i DeLaVega partecipano con il brano “When I Look Into Your Headlights”).

## Curiosità
Il brano dei DeLaVega “Dashboard 1” è stato utilizzato per la sonorizzazione dello spot della Ferrari in occasione del Gran Premio di Formula 1 Messico 2017. Il pezzo è stato successivamente inserito nell’album “Spotlife Vol. 5”. 